# Martín Rodríguez (Politiker)

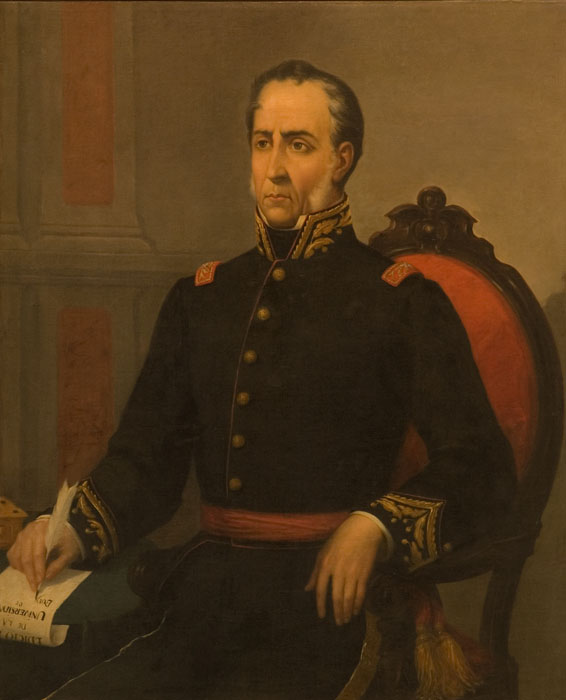
Martín Rodríguez

Martín Rodríguez (* 1771 in Buenos Aires; † 1845 in Montevideo) war ein argentinischer Politiker und Soldat.

## Leben
Rodríguez studierte in Buenos Aires und nahm später während der Koalitionskriege gegen die Briten an den Invasionen am Río de la Plata teil. Er beteiligte sich außerdem an der Mai-Revolution und war ein Mitglied der ersten außerspanischen Regierung in Argentinien. Er wurde in die Region Entre Ríos entsandt, um dort die Aktivitäten von Manuel Belgrano in Paraguay zu unterstützen.
Später wurde Rodríguez zum Oberbefehlshaber der Husaren ernannt und bedrohte mit seiner Kampfeinheit im April 1811 ein politisches Treffen, um Cornelio Saavedra helfen zu können, und wurde darum zeitweise in San Juan arrestiert.
Im folgenden Jahr nahm Rodríguez an der Schlacht bei Salta teil, die zu Gunsten der Rebellen verlief. 1815 vereinigte er die Truppen und führte sie in die Schlacht von Sipe-Sipe, die jedoch zu einer empfindlichen Niederlage für die Rebellen ausuferte.
1820 wurde Rodríguez in der Zeit der sogenannten Anarchie des Jahres XX nach mehreren provisorischen Vorgängern zum ersten Gouverneur der neuen Provinz Buenos Aires gewählt, was er bis 1824 blieb. Seine Regierungszeit ist geprägt durch zahlreiche Reformen und mit fast vier Jahren die mit Abstand längste bis zur späteren Amtsübernahme von Juan Manuel de Rosas (1835–1852). 1842 musste er sich als Gegner des autoritären Gouverneurs Manuel de Rosas ins Exil nach Uruguay begeben, wo er 1845 in Montevideo verstarb.
| Personendaten    | Personendaten                       |
| ---------------- | ----------------------------------- |
| NAME             | Rodríguez, Martín                   |
| KURZBESCHREIBUNG | argentinischer Politiker und Soldat |
| GEBURTSDATUM     | 1771                                |
| GEBURTSORT       | Buenos Aires                        |
| STERBEDATUM      | 1845                                |
| STERBEORT        | Montevideo                          |